# Новопареево
Новопареево — деревня в Щёлковском районе Московской области России, входит в состав городского поселения Фряново.

## Население
| 1926 | 2002 | 2006 | 2010 |
| ---- | ---- | ---- | ---- |
| 180  | ↘73  | ↘70  | ↗88  |

## География
Деревня Новопареево расположена на северо-востоке Московской области, в северо-восточной части Щёлковского района, примерно в 52 км к северо-востоку от Московской кольцевой автодороги и 38 км от одноимённой железнодорожной станции города Щёлково, по левому берегу реки Киленки бассейна Клязьмы.
В 1 км южнее деревни проходит Фряновское шоссе Р110, в 7 км к северо-востоку — Московское большое кольцо А108, в 18 км к юго-западу — Московское малое кольцо А107, в 21 км к северо-западу — Ярославское шоссе М8. Ближайшие населённые пункты — рабочий посёлок Фряново и деревни Старопареево.
В деревне две улицы — Первомайская и Сиреневая.
Связана автобусным сообщением с рабочим посёлком Фряново, городами Москвой и Щёлково (маршруты № 35, 335).

## История
По материалам Всесоюзной переписи населения 1926 года — центр Пареевского сельсовета Аксёновской волости Богородского уезда Московской губернии в 3 км от Фряновского шоссе и 40 км от станции Щёлково Северной железной дороги, проживало 180 жителей (81 мужчина, 99 женщин), насчитывалось 24 хозяйства (12 крестьянских).
С 1929 года — населённый пункт Московской области в составе:
- Старопареевского сельсовета Щёлковского района (1929—1954, 1960—1963, 1965—1994)[9][10][11],
- Головинского сельсовета Щёлковского района (1954—1959)[12],
- Головинского сельсовета (до 31.07.1959) и Старопареевского сельсовета Балашихинского района (1959—1960)[12][13],
- Старопареевского сельсовета Мытищинского укрупнённого сельского района (1963—1965)[14],
- Старопареевского сельского округа Щёлковского района (1994—2006)[11],
- городского поселения Фряново Щёлковского муниципального района (2006 — н. в.)[15][16].